# Сокулка (Мазовецьке воєводство)
Сокулка (пол. Sokółka) — село в Польщі, у гміні Садовне Венґровського повіту Мазовецького воєводства.
Населення — 429 осіб (2011).
У 1975-1998 роках село належало до Седлецького воєводства.

## Демографія
Демографічна структура станом на 31 березня 2011 року:
|          | Загалом | Допрацездатний вік | Працездатний вік | Постпрацездатний вік |
| -------- | ------- | ------------------ | ---------------- | -------------------- |
| Чоловіки | 202     | 40                 | 144              | 18                   |
| Жінки    | 227     | 41                 | 134              | 52                   |
| Разом    | 429     | 81                 | 278              | 70                   |